# Mathew Helm
Mathew Helm, född 9 december 1980 i Bourke, New South Wales, är en australisk simhoppare som vann silver vid de olympiska sommarspelen 2004 från tio meter. Han var först efter kvalrundan och semifinalen, men passerades av den kinesiska simhopparen Hu Jia i finalen.
I samväldesspelen 2006 som hölls i Melbourne vann han guldmedaljer på tio meter både individuellt och par. Helm är öppet homosexuell.